# Pascal Wloch
Pascal Wloch (* 6. April 1978 in Lutherstadt Eisleben) ist ein deutscher Politiker (AfD). Er ist seit 2025 Abgeordneter des Thüringer Landtags.

## Leben
Wloch absolvierte von 1994 bis 1998 eine Ausbildung zum Konstruktionsmechaniker. In diesem Beruf war er bis 2000 tätig. Anschließend leistete er acht Jahre als Soldat auf Zeit Wehrdienst bei der Bundeswehr. 2009 schloss er eine Ausbildung zum staatlich geprüften Techniker für Maschinentechnik ab. Daraufhin war er bis zu seinem Einzug in den Landtag 2025 als Produktmanager tätig.
Wloch ist verheiratet, hat ein Kind und lebt in Bad Salzungen.

## Politik
Wloch ist Mitglied der AfD. Seit 2024 ist er Mitglied des Kreistags des Wartburgkreises und Mitglied des Stadtrats von Bad Salzungen.
Bei der Landtagswahl in Thüringen 2024 kandidierte Wloch auf Platz 16 der AfD-Landesliste. Er verfehlte zunächst den Einzug in den Landtag. Am 26. März 2025 rückte er über die Landesliste für Stefan Möller in den Landtag nach.